# العقاد (القطن)

'

تعديل مصدري - تعديل

العقاد هي إحدى قرى عزلة القطن بمديرية القطن التابعة لمحافظة حضرموت، بلغ تعداد سكانها 1722 نسمة حسب تعداد اليمن لعام 2004.